# No More Sweet Music
(No) More Sweet Music è il quinto album in studio degli Hooverphonic. Consiste in un doppio album contenente More Sweet Music nel quale vi sono presenti 11 brani in versione originale, e No More Sweet Music ovvero un cd di remix dei brani presenti sul primo disco.
In More Sweet Music si ritrova la massima espressione stilistica della band, è infatti un album pop realizzato tra computer e orchestra, classico connubio dal risultato estremamente melodico (la title track contiene un campionamento della famosa Lujon di Henry Mancini. Ma a tale esasperazione melodica si contrastano la maggior parte dei testi, i quali seguono quello che, cronologicamente, sembra essere il resoconto dell'epilogo di una storia d'amore. Ed è in questo contesto che la voce di Geike si fa volontariamente più sporca, in questa contraddizione tra il dolce della musica e l'amaro della vicenda.
No More Sweet Music, invece, è un riarrangiamento completo del primo disco. Le basi si fanno più dure ed ostiche, la presenza orchestrale viene annullata dall'intervento del computer e di strumenti sintetizzati, andando così a definire una trama più coerente nella quale i testi si rispecchiano in miglior modo.
Il doppio album viene anche distribuito con entrambi i dischi in edizione dual disc che contengono rispettivamente More Sweet Music in 5.1 ed i video di Wake Up e You Hurt Me in versione originale e remixata, mentre in No More Sweet Music oltre che l'album in 5.1 c'è un documentario backstage della band in studio.
L'album ottiene l'oro in Belgio, ma non il successo sperato all'estero, causa scarsa promozione per via delle discordanze tra band e casa discografica.
I singoli estratti sono Wake Up, You Hurt Me, Dirty Lenses e We All Float.

## Tracce

### More Sweet Music
1. You Love Me to Death - (Arnaert, Callier) - 3.50
2. We All Float - (Arnaert, Callier) - 3.23
3. Music Box - (Arnaert, Callier) - 4.03
4. You Hurt Me - (Callier) - 4.23
5. No More Sweet Music - (Arnaert, Callier, Mancini) - 4.44
6. Tomorrow - (Callier, Deodato) - 3.06
7. Dirty Lenses - (Callier) - 4.13
8. Heartbeat - (Callier) - 2.02
9. Wake Up - (Callier) - 3.28
10. My Child - (Callier) - 3.13
11. Ginger - (Callier) - 4.33

### No More Sweet Music
1. You Love Me to Death - (Arnaert, Callier) - 3.58
2. We All Float - (Arnaert, Callier) - 3.36
3. Music Box - (Arnaert, Callier) - 3.47
4. You Hurt Me - (Callier) - 3.31
5. No More Sweet Music - (Arnaert, Callier, Mancini) - 5.24
6. Tomorrow - (Callier, Deodato) - 3.31
7. Dirty Lenses - (Callier) - 4.15
8. Heartbeat - (Callier) - 3.52
9. Wake Up - (Callier) - 2.41
10. My Child - (Callier) - 4.03
11. Ginger - (Callier) - 3.26